# Geometri
 Der er for få eller ingen kildehenvisninger i denne artikel, hvilket er et problem. Du kan hjælpe ved at angive troværdige kilder til de påstande, som fremføres i artiklen.

Geometrien er en del af matematikken, der omhandler former, størrelser og figurer. Ordet geometri kommer af græsk, og betyder "jordmåling". Grunden til dette er, at den ældste geometri blev skabt af de gamle flodkulturer (ægypterne og babylonerne), der måtte opfinde metoder til opmåling af marker m.m.
Der findes mange slags geometri. Den mest kendte – og den først udviklede – er euklidisk geometri, der er geometri i planet. Der findes dog også andre geometrier, såkaldte ikke-euklidiske geometrier. Disse former for geometri forudsætter ikke Euklids femte aksiom (se Euklidisk geometri). Derudover findes der den såkaldte Oldtidsgeometri.
De græske filosoffer, f.eks. Platon, brugte ofte geometri til at anskueliggøre filosofiske problemstillinger. Geometri blev anset for en nødvendig forudsætning for filosofisk tænkning. En vigtig grund til, at de gamle grækere foretrak geometri frem for aritmetik, var at deres talsystem ikke var særlig veludviklet.
Et vigtigt fremskridt indenfor geometrien var integrationen af aritmetik og geometri i den såkaldte analytiske geometri, som matematikeren og filosoffen René Descartes udviklede i sin metodelære fra 1637. Her blev koordinatsystemet for første gang indført. Geometri før dette (syntetisk geometri) var baseret udelukkende på elegante og indlysende beviser i visuel form.
En vigtig del af geometrien er trigonometri, der er læren om måling af trekanter.

## Geometriske figurer

### 2-dimensionelle
Lukkede figurer:
- Cirkel, Ellipse, Superellipse
- Trekant, Béziertrekant
- Firkant, Kvadrat, Trapez, Rektangel

Plane kurver:
- Hyperbel
- Parabel
- Bézierkurve

### 3-dimensionelle
- Kugle, Ellipsoide
- Kegle, Keglestub
- Cylinder
- Polyeder
  - Pyramide
  - Kasse
  - Platonske legemer: tetraeder, hexaeder (terning), oktaeder, dodekaeder, ikosaeder